# Pierre Garcie Ferrande
Pierre Garcie dit Ferrande, de son nom Pierre Garcie, fils de Ferrande, né en 1441 et mort aux alentours de 1502 à Saint-Gilles-sur-Vie(Saint-Gilles-Croix-de-Vie), est un marin français du Bas-Poitou, considéré comme le premier hydrographe français.

## Biographie
Fuyant des persécutions envers les juifs, sa famille d'origine espagnole arrive en France vers 1417, à Rouen, et s'installe à Saint-Gilles-sur-Vie en 1421. Fils de marin astronome, Pierre Garcie s'engage dans la navigation dès son enfance. Il est appelé « maître de barque » en 1463, à 22 ans. Il voyagea tout au long de sa vie le long des côtes européennes, du sud Portugal à l'Irlande, la Mer du Nord, mais aussi en Méditerranée. Il est fait état de sa présence, en 1463, comme membre de l'équipage de La Caravelle de Saint-Gilles-sur-Vie, armé en guerre, lors de l'interception au large de Guérande d'une flottille de cinq navires anglais.
Il rassemble son savoir pratique dans un ouvrage intitulé Le Grand Routier de la mer, rédigé à la fin du XVe siècle. Cet ouvrage décrit "les côtes anglaises, galloises, françaises et portugaises".
À cette époque apparaissent d'autres routiers ou portulans, ceux du Portugais Jean Alfonse (1544) et du Basque Martin de Hoyarçabal (1579),.

## Œuvre
Pierre Garcie consigne son expérience nautique dans un livre rédigé en partie avant le 31 mai 1483, date à laquelle il dédicace son travail, le Grant Routtier et pilotage de la mer,, à son filleul, Pierre Ymbert, ce qui donne un ton familier à ses instructions par l'emploi du tutoiement («J'ay voulu pour toy subvenir et aider à congnoistre la manière et façon comment tu pourras éviter les grans et misérables périls de la mer véhémente...»). Des compléments ont été apportés, au moins jusqu'au 24 juin 1484 puis de 1520 à 1643 sous le titre Le Grant routtier.
Le titre complet de l'édition de 1531 est : Le Grant routier et pilotage et enseignement pour ancrer tant ès ports, havres que autres lieux de la mer : fait par Pierre Gracie [sic], dit Ferrande, tant des parties de France, Bretaigne, Angleterre, Espaigne, Flandres et haultes Alemaignes, avec les dangers des ports, hanses, rivières et chenals des parties & régions dessus dictes, avec ung kalendrier et compost à la fin dudit livre très nécessaire à tous compaignons. Et les jugemens d'Oléron touchant le fait des navires. Il existe des transcriptions en ligne des textes de Pierre Garcie v. 1490, de 1502 et de 1520, qui sont l'œuvre d'Annick Englebert.

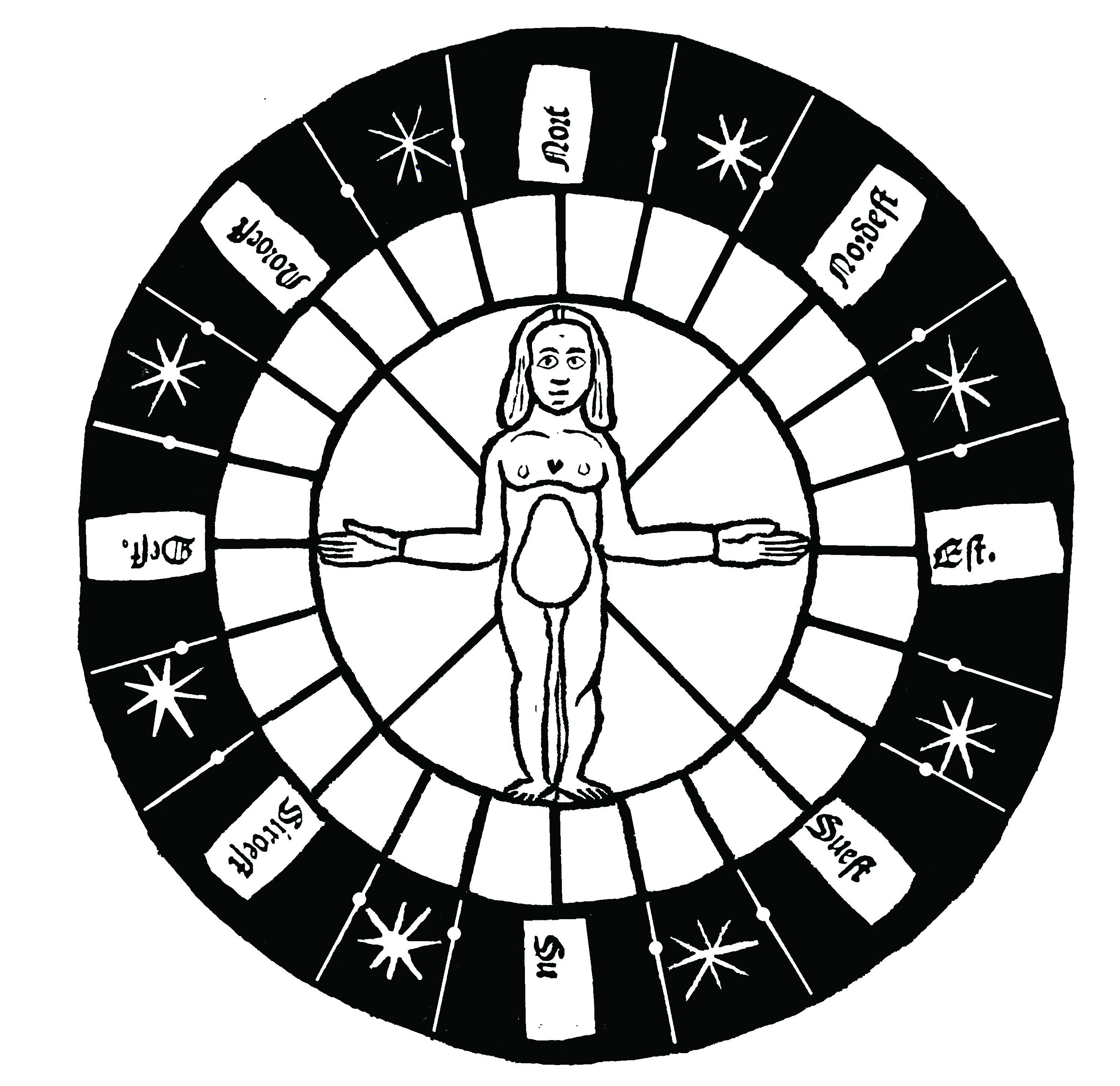
Roue pôle-homme de Pierre Garcie, Le Grant routtier, 1520

## Contenu duGrant Routtier
Pierre Garcie est un savant, il décrit les côtes européennes en les répertoriant par zone et en décrivant, avec logique, les courants, les amers dessinés, les écueils, les atterrages, les profondeurs et nature du fond. Toutes ces données de vents, de repérage, d'allure, de fonds, de courants et de dangers, sont rassemblées dans un document appelé d ' abord « périple » puis « compasso » et enfin « routier ». L'orientation géographique permet de formaliser les routes qui sont désormais répertoriées sur un routier, ouvrage qui garde la mémoire des principaux « périples » pour aller de port à port. Cet ouvrage, le routier, prend parfois le nom de portolano ou de compasso da navegare, lorsqu' il s'agit de navigation au large.
Il apporte un instrument de navigation, la roue pôle-homme, ancêtre du nocturlabe, étudiée par les savants portugais (roda do homen do polo). Cet instrument de marine permet de calculer l'heure la nuit et de se positionner en latitude. À partir de là, il donne la méthode pour calculer l'établissement de port, en tenant compte de la marée. Le temps et l'espace sont ainsi repérés. La navigation au cabotage, à l'estime, peut devenir une navigation hauturière.

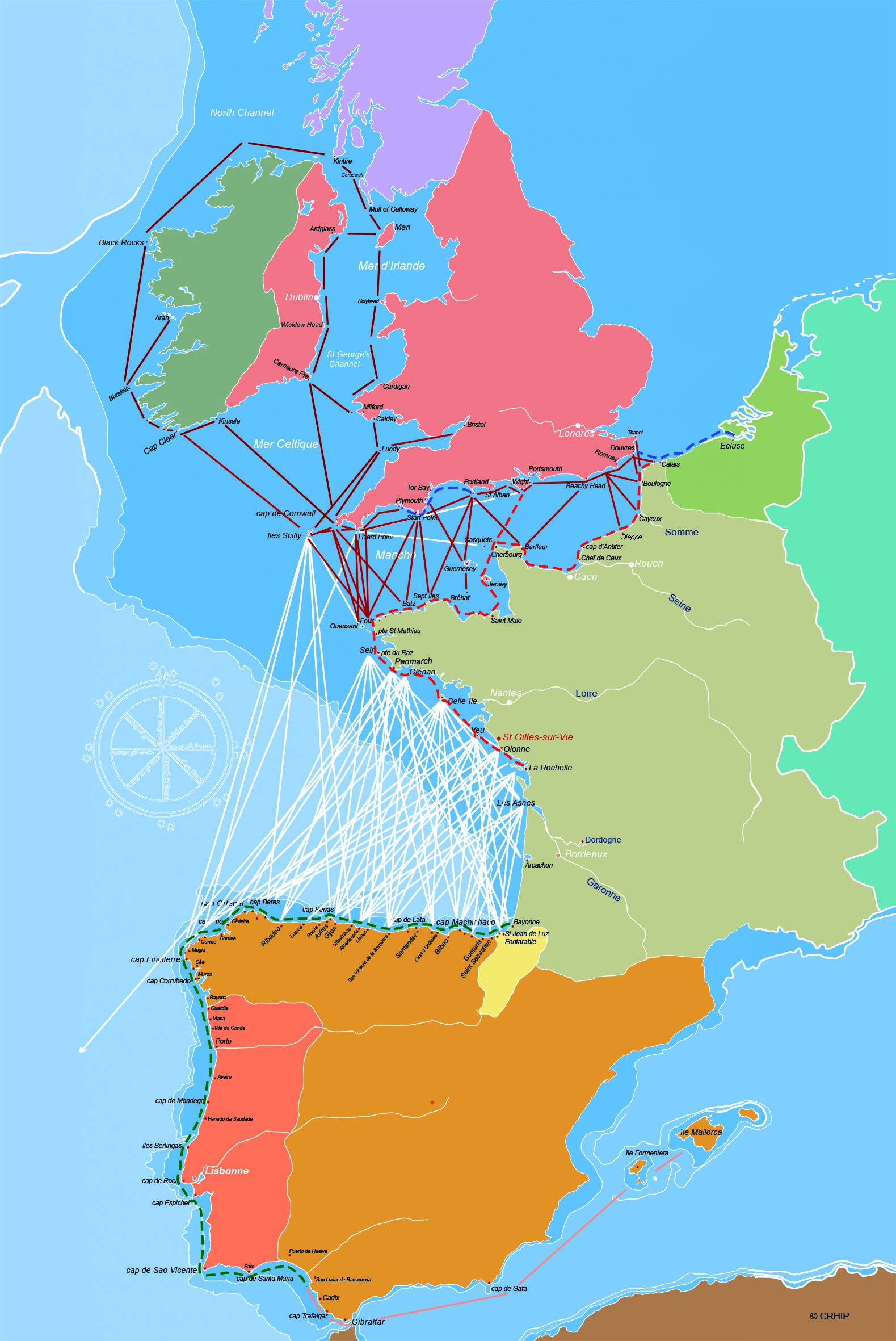
routes maritimes décrites par Pierre Garcie, 1520

Son ouvrage constitue les premières instructions nautiques, de toutes les côtes européennes. Il devient une référence pendant près de trois siècles, avec trente-deux éditions en français et huit en anglais,.

## Rôles d'Oléron
Les Rôles d'Oléron (Rolle dolleron) se présentent comme une compilation de sentences d'arbitrages réglant des conflits en matière de commerce maritime. Ce code d'Oléron fut rédigé en gascon et destiné uniquement à la réglementation de l'exportation des vins depuis le port de Bordeaux vers l'Angleterre. Il a ensuite été revu par Richard Ier Cœur de Lion, roi d'Angleterre et duc d'Aquitaine. C'est dans l'édition des Coustumes de Bretaigne, imprimée à Lantreguef (aujourd'hui Tréguier), en 1485, que parurent pour la première fois les vingt-quatre premiers articles des Rôles d'Oleron, sous le titre de Jugemens de la mer. Ils y sont précédés de deux chapitres sur les Noblesses et coustumes de Bretaigne et l'Ordonnance relative au vicomte de Léon. Ces trois chapitres se retrouvent aussi dans le routier de la mer (1502). Les rôles (rouleaux facilement transportables, avec les cartes, à bord d'un navire) ont été appliqués sur les côtes d'Europe et de Méditerranée. La plus ancienne copie qui nous est parvenue date de 1266. Elle reprend les 24 articles primitifs que nous trouvons dans le Routier de la mer de Pierre Garcie, de 1502. Par la suite, Le Grant Routtier de 1520 redonnera les 24 articles, augmentés des 21 suivants.

## Hommages posthumes
Une plaque apposée en 1930 rue Torterue à Saint-Gilles-Croix-de-Vie identifie la maison de Pierre Garcie dit Ferrande, et indique l'année 1502 comme celle de son décès.
Toujours à Saint-Gilles-Croix-de-Vie, un collège porte le nom de Pierre Garcie Ferrande.

### Versions numérisées duGrant Routtier
- Manuscrit daté de 1501 (BnF)
- Édition v.1502 (BnF)
- Édition de 1520 (bibliothèque de Niort)
- Édition de 1525 (BnF)